# Меліта (наяда)
Мелі́та (дав.-гр. Μελίτη) — персонажка давньогрецької міфології, одна з наяд, дочка річкового бога Егея, одна з численних коханих Зевса, а також його сина Геракла. Отримавши можливість вибору, вона віддала перевагу Гераклу перед Зевсом, який вирушив на пошуки нових коханок. Меліта народила Гераклу сина Гілла. За деякими припущеннями він був фігурою, відмінною від Гілла, сина Геракла від Деяніри.

## Міфологія
Після вбивства своїх дітей Геракл спробував знайти притулок на міфічному острові Схерія, який у сучасній Греції ідентифікується з островом Корфу. Герой вирішив відпочити біля озера. Це озеро виявилося тим самим місцем, де тоді жили Меліта та її сестри. Коли Меліта побачила Геракла, вона сховала його від своїх братів і сестер у глибшій і темнішій частині озера, де вона займалася з ним сексом. Потім вони удвох перебралися в іншу частину острова і залишалися там доти, доки Меліта не народила Гілла.
Зевс розлютився через те, що вона віддала перевагу смертному, і тому він звернувся до її батька, який не дозволяв їй більше мати дітей від Геракла і взагалі будь-яких сексуальних контактів. Геракл одразу ж покинув Меліту і відправився до інших смертних. Проте вона була однією з тих жінок, які оплакували смерть Геракла.
Гілл не хотів бути простим підданим царя феаків Навсіфоя, тому він вирушив на крайню північ Греції, де став царем, а його ім'я послужило епонімом негрецького племені гіллеїв.